# 応用生物科学部
応用生物科学部（おうようせいぶつかがくぶ、英称：Faculty of Applied Biological SciencesまたはFaculty of Applied Bio-Science）は、生物産業の代表である農業を、生物産業の一分野と位置づけ、農学に関する生物生産や生物資源利用を含め、生物学と化学を学問の基礎として、有機化学、生物化学、微生物学、分子生物学などのミクロ科学や、環境科学、生態学などのマクロ科学から生物科学・生物産業に関わる教育、研究を行う学校、およびその名称。大学の学部のひとつである。

## 応用生物科学部を持つ日本の大学
2008年現在、日本では、国立1校、私立1校の計2校に設置されている。共に、農学部を改組して設置された。
- 東京農業大学（1998年、農学部分割改組で開設。）
- 岐阜大学応用生物科学部（2004年、農学部を改組。）